# 28737 Mohindra
28737 Mohindra è un asteroide della fascia principale. Scoperto nel 2000, presenta un'orbita caratterizzata da un semiasse maggiore pari a 2,4384249 UA e da un'eccentricità di 0,0968280, inclinata di 6,79882° rispetto all'eclittica.